# Mus minutoides
Mus minutoides је врста глодара из породице мишева (лат. Muridae). 

## Распрострањење
Врста је присутна у Анголи, Замбији, Зимбабвеу, Јужноафричкој Републици, Малавију, Мозамбику и Свазиленду.

## Станиште
Врста Mus minutoides има станиште на копну.
Врста је по висини распрострањена до 2.400 метара надморске висине. 

## Угроженост
Ова врста није угрожена, и наведена је као последња брига јер има широко распрострањење.

### Популациони тренд
Популација ове врсте је стабилна, судећи по доступним подацима.